# Łarysa Rudenko
Łarysa Archypiwna Rudenko (ukr. Лариса Архипівна Руденко, ur. 28 stycznia 1918, zm. 19 stycznia 1981) – ukraińska śpiewaczka operowa, Ludowy Artysta ZSRR. W latach 1939–1970 solistka Opery Kijowskiej. W latach 1951–1953 і 1965–1981 wykładowca konserwatorium kijowskiego.